# Бас Херкулан
Флавий Бас Херкулан (на латински: Flavius Bassus Hercolanus) e политик на Западната Римска империя през 5 век.

## Биография
Той става вероятно през 450 г. съпруг на Августа Юста Грата Хонория, дъщеря на римския император Констанций III и на Гала Плацидия и сестра на западноримския император Валентиниан III.
През 452 г. Херкулан е консул заедно с Флавий Спораций.